# 切罗-阿兰布罗
切罗-阿兰布罗（義大利語：Cerro al Lambro），是意大利米兰广域市的一个市镇。总面积10平方公里，人口4848人，人口密度484.8人/平方公里（2009年）。国家统计（ISTAT）代码为015071。